# 乌斯考
乌斯考，是匈牙利索博尔奇-索特马尔-贝拉格州所辖的一个村。总面积7.36平方公里，总人口380，人口密度51.6人/平方公里（2011年1月1日）。